# Henk Goris
Johannes Hendrikus Goris (23 maart 1932) is een voormalig Nederlands tennisser en zakenman.

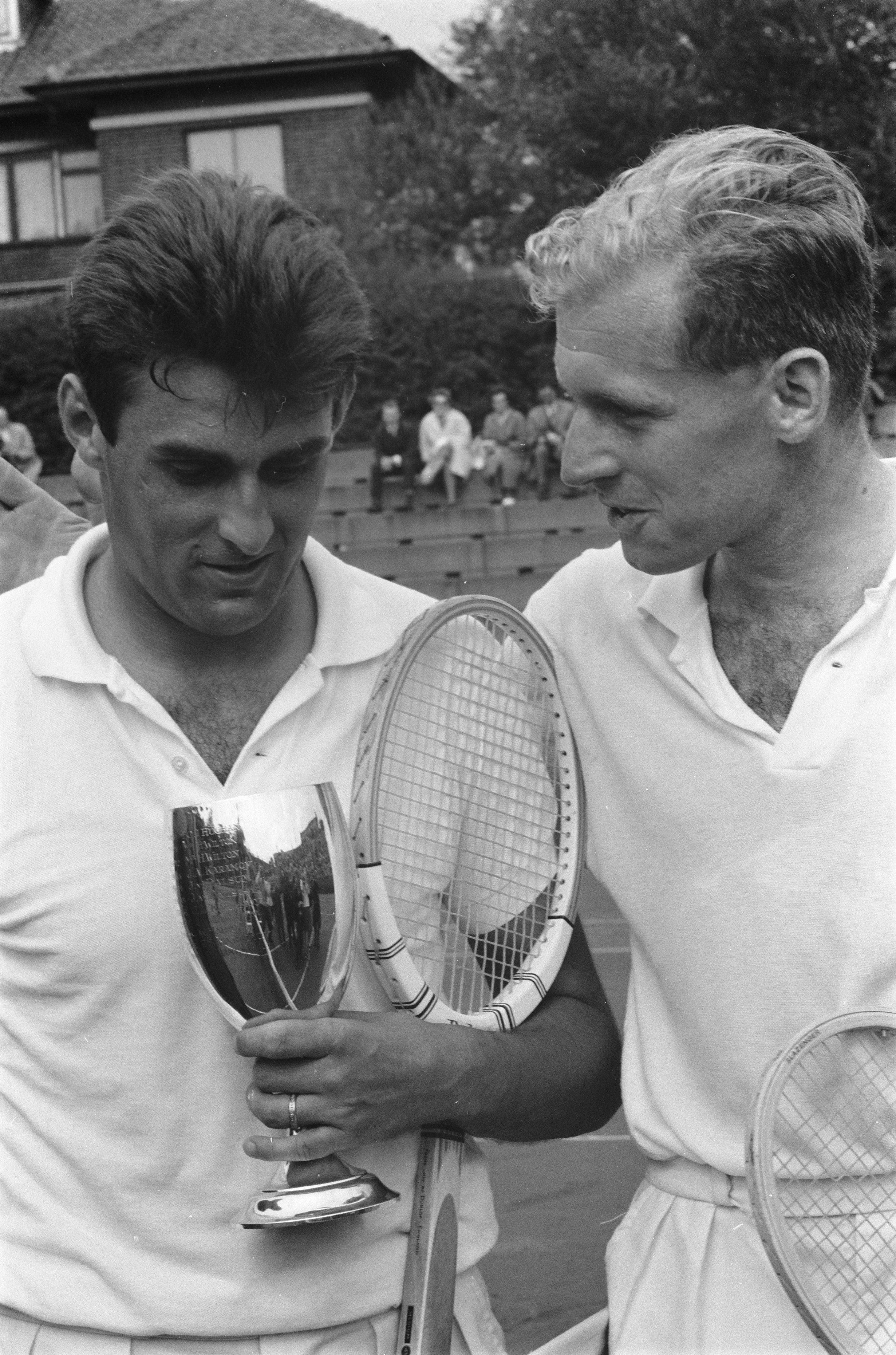
Henk Goris (r) in 1961

Goris werkte bij Philips waar hij in 1962 directeur werd. Tot zijn pensionering in 1992 was hij lid van de Groepsraad waar hij verantwoordelijk was voor financiële-, fiscale-, assurantie- en pensioenzaken. Als tennisser was hij in de jaren vijftig en zestig landelijk succesvol. Hij behaalde in die tijd viermaal het Nederlands Kampioenschap als dubbelspeler en was viermaal finalist in het enkelspel.

## Tennissuccessen
- Des Tombe Schild (kampioenschap jeugd t/m 18 jaar) in 1948 en 1949
- Jhr C. van Lennepbeker (kampioenschap jeugd t/m 16 jaar) in 1950 en 1951
- studentenkampioen in 1955, 1956 en 1957
- Kampioen op 't Melkhuisje in 1956
- 4 x finalist Ned. kampioenschap in 1957, 1958, 1960 en 1961
- 3 x Ned. kampioen dubbel 1957, 1958 en 1959
- 1 x Ned. kampioen gemengd dubbel in 1961 met Jenny Ridderhof-Seven
- 2 x Ned. kampioen veteranendubbel (1991, 1992)

Goris is erelid van de Eindhovense Lawn Tennis Vereniging. Hij is sinds 1952 lid van IC Nederland, de Internationale Lawn Tennis Club van Nederland, en enkele van de IC-zusterclubs. 
Goris is sinds 1997 weduwnaar, hij heeft twee zoons.